# 11º Corpo corazzato
L'11º Corpo corazzato (in russo 11-й танковый корпус?, 11-j tankovyj korpus) fu una formazione di carri armati dell'Armata Rossa che partecipò con distinzione a numerose battaglie durante la campagna sul Fronte orientale della seconda guerra mondiale. Terminò la guerra partecipando alla battaglia di Berlino e i suoi carri armati arrivarono al centro della città.
L'unità corazzata era stata costituita nel maggio 1942 nel quadro del programma di ricostituzione accelerata delle forze meccanizzate sovietiche e venne impiegata per la prima volta nell'estate 1942 per cercare di respingere le Panzerdivision tedesche durante l'operazione Blu. Dopo alcune sconfitte iniziali l'11º Corpo corazzato si distinse durante la seconda parte della guerra sul Fronte orientale; in particolare nel 1944 durante l'offensiva Lublino-Brest e nel 1945 nell'invasione della Germania. Nella battaglia di Berlino i suoi carri armati, identificabili per le caratteristiche protezioni anticarro improvvisate con reti metalliche da letto, arrivarono fino al settore governativo centrale della capitale tedesca, raggiungendo la Cancelleria del Reich e la Porta di Brandeburgo.
Dopo la vittoria venne trasformato in 11ª Divisione corazzata, prima di essere sciolta nel 1947.

## Storia
L'11º Corpo corazzato venne costituito nel maggio 1942 nel Distretto militare di Mosca nel quadro dell'affrettato programma di costituzione e organizzazione dei nuovi corpi corazzati dell'Armata Rossa, intrapreso freneticamente dall'alto comando sovietico nella primavera 1942 in preparazione dell'imminente e temuta nuova offensiva estiva della Wehrmacht tedesca. Il nuovo corpo corazzato venne inizialmente equipaggiato con un insieme di carri pesanti KV-1, carri leggeri T-60 e carri britannici Mk II Matilda; subito dopo essere stata costituita, la nuova formazione, ancora scarsamente addestrata e del tutto inesperta di manovre combinate con mezzi meccanizzati, venne inserita, insieme al 2º Corpo corazzato e al 7º Corpo corazzato, nella 5ª Armata corazzata che, al comando del generale Aleksándr Il'íč Lizjukóv, venne impiegata affrettatamente in battaglia all'inizio di luglio 1942 per cercare di bloccare la pericolosa avanzata delle Panzerdivision tedesche nella fase iniziale dell'operazione Blu.
L'armata corazzata, attaccata dagli aerei della Luftwaffe e colpita dalle unità corazzate tedesche molto più esperte e addestrate, subì in pochi giorni pesanti perdite senza raggiungere alcun risultato; l'11º Corpo corazzato venne coinvolto nella sconfitta e dovette battere in ritirata; il contrattacco si concluse con un totale fallimento. Dopo questi primo infausto impiego in azione, l'11º Corpo corazzato venne trasferito in riserva nel settore di Voronež dove rimase fino alla fine dell'anno per riorganizzazione e riequipaggiamento. All'inizio dell'inverno l'11º Corpo corazzato venne riequipaggiato completamente con i moderni carri medi T-34/76, e carri leggeri T-70, e venne riassegnato alla nuova 2ª Armata corazzata schierata nel settore centrale del Fronte orientale e comandata dal generale Aleksej Grigor'evič Rodin che si era distinto nell'operazione Urano. Nel febbraio 1943 quindi l'11º Corpo corazzato rientrò in azione inquadrato nel nuovo "Fronte centrale" del generale Konstantin Rokossovskij impegnato nella ambiziosa offensiva di Sevsk con l'obiettivo di raggiungere la Desna e Smolensk e accerchiare, in collaborazione con altre forze attaccanti a nord, l'intero Gruppo d'armate Centro tedesco. Inizialmente l'11º Corpo corazzato avanzò con successo, in una situazione climatica estrema con neve abbondante e temperature rigidissime, insieme all'altro corpo della 2ª Armata corazzata, il 16º Corpo corazzato, e penetrò in profondità per quasi cento chilometri. Dopo questi primi, brillanti successi, tuttavia l'11º Corpo corazzato, insieme alle altre unità della 2ª Armata corazzata, si trovò in difficoltà per i problemi logistici e per i contrattacchi delle riserve tedesche. All'inizio di marzo 1943 l'offensiva quindi dovette essere fermata e i sovietici, compreso l'11º Corpo corazzato, ripiegarono, perdendo una parte del terreno conquistato nella prima fase della battaglia.
Nell'estate 1943 l'11º Corpo corazzato venne completamente riorganizzato con l'assegnazione di tre brigate carri completamente nuove e con l'inserimento di numerose unità di supporto; così costituito, venne assegnato alla 4ª Armata corazzata e prese parte alla difficile operazione Kutuzov, durante la quale venne impegnato in duri, costosi e prolungati combattimenti per sfondare le posizioni fortificate tedesche nel saliente di Orël. In autunno invece venne distaccato nel settore meridionale del Fronte orientale e combatté nell'offensiva del basso Dnepr in direzione di Melitopol. Completamente esaurita dalle perdite in combattimento, la formazione venne ritirata nelle riserve alla fine dell'anno 1943 per essere riequipaggiata. Nel febbraio 1944 l'11º Corpo corazzato rientrò in azione ancora una volta combattendo in supporto della 13ª Armata fino alla primavera 1944 quando venne trasferito al 1º Fronte bielorusso del generale Konstantin Rokossovskij impegnato nell'organizzazione della grande offensiva dell'estate 1944.

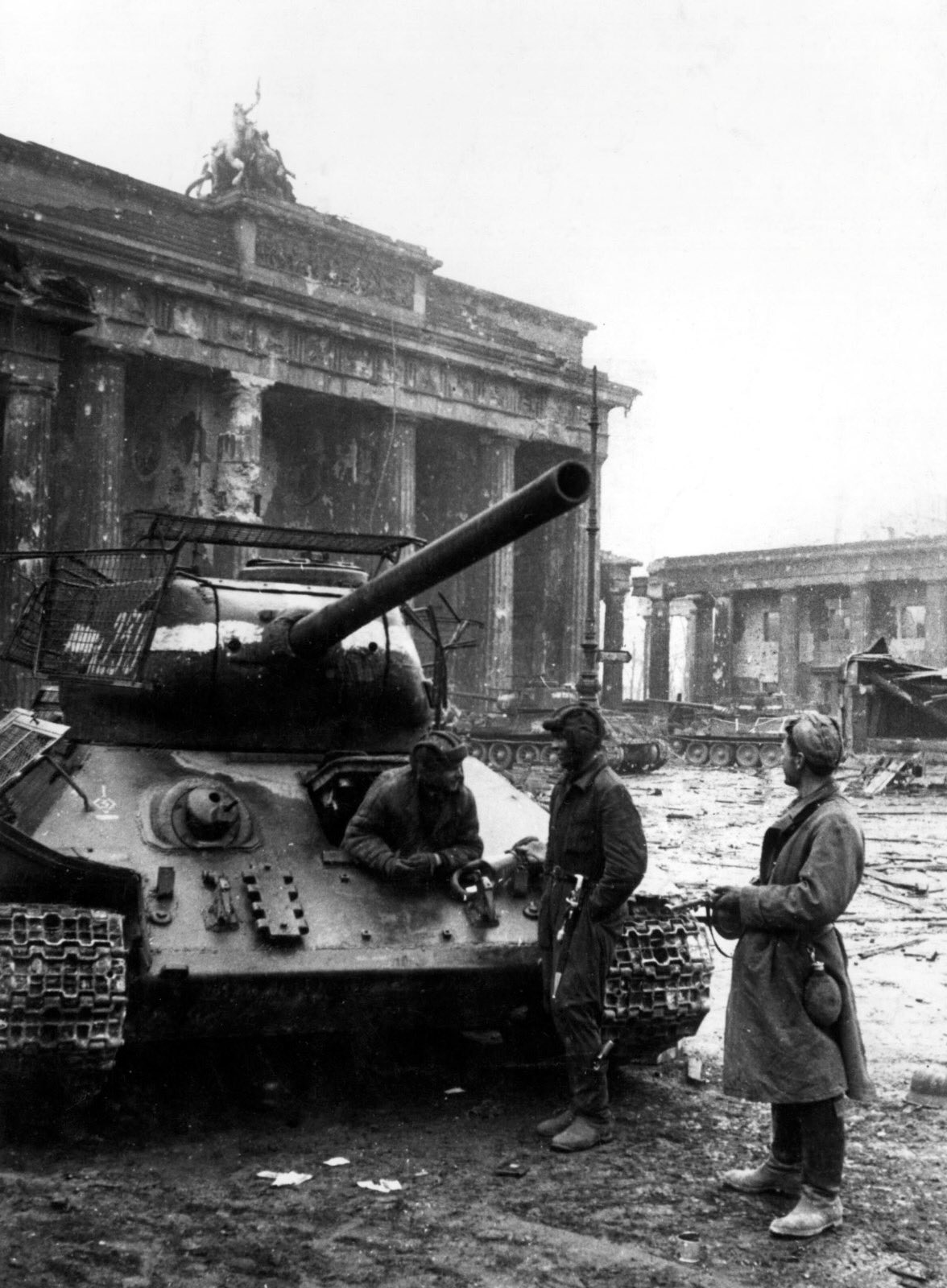
Un T-34/85, protetto da reti metalliche improvvisate, dell'11º Corpo corazzato vicino alla Porta di Brandeburgo dopo la caduta di Berlino

Nella prima settimana di luglio 1944 l'11º Corpo corazzato, equipaggiato ora con i nuovi carri T-34/85 e rinforzato anche con un reggimento di carri pesanti IS II, prese parte a un primo attacco nel settore di Kovel che si concluse con un totale fallimento, l'unità corazzata venne sorpresa dalla 5. SS-Panzer-Division "Wiking" e perse oltre 100 mezzi corazzati, essendo costretta a ripiegare. Entro pochi giorni tuttavia la formazione corazzata sovietica, passata al comando dell'esperto e capace generale Ivan Juščuk, ebbe modo di distinguersi nel corso della riuscita offensiva Lublino-Brest. Inserito, insieme a due corpi di cavalleria, nel corpo di cavalleria meccanizzata del generale Vladímir Víktorovič Krjúkov, l'11º Corpo corazzato a partire dal 18 luglio 1944 contribuì allo sfondamento del fronte tedesco nella regione di Kovel e quindi avanzò con pieno successo verso nord-ovest per proteggere il fianco destro delle altre unità meccanizzate sovietiche che avanzavano su Lublino, e poi per contribuire alla manovra di accerchiamento su Brest-Litovsk. In questa fase la resistenza tedesca si stava rafforzando, e l'11º Corpo corazzato dovette combattere duramente per avanzare verso nord; a Siedlce venne coinvolta in un'aspra battaglia contro la 3. SS-Panzerdivision "Totenkopf" che costò nuovamente forti perdite tra le sue unità di carri armati, ma alla fine Siedlce venne raggiunta e liberata il 31 luglio.

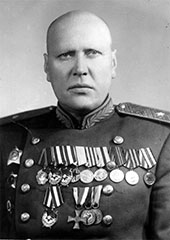
Il generale Ivan Juščuk, comandante dell'11º Corpo corazzato nella battaglia di Berlino.

Dal gennaio 1945 l'11º Corpo corazzato, sempre al comando del generale Juščuk, partecipò, nell'ordine di battaglia del 1° Fronte bielorusso passato al comando del maresciallo Georgij Žukov, alla grande offensiva Vistola-Oder che portò l'Armata Rossa dentro il territorio tedesco, mentre dal 16 aprile prese parte con un ruolo di primo piano a tutte le fasi della battaglia di Berlino. Le sue unità corazzate si distensero sia nella difficile fase di sfondamento del munito fronte tedesco, sia nel contrasto ai deboli contrattacchi del nemico, sia nella fase di avanzata rapida verso la capitale della Germania.
Dal 26 aprile 1945, l'11º Corpo corazzato partecipò in prima linea alla battaglia dentro l'area urbana di Berlino che divenne sempre più accanita mentre le unità sovietiche si avvicinavano all'area centrale governativa. La formazione del generale Juščuk combatteva nei settori orientali in supporto della 5ª Armata d'assalto che avanzava da Alexanderplatz verso l'Unter den Linden e il Tiergarten. Gli equipaggi dei carri armati dell'11º Corpo corazzato erano ormai molto esperti e conoscevano le difficoltà di un combattimento in area urbana. I carristi del 11º Corpo corazzato ricorsero a ingegnose misure improvvisate per proteggere i loro carri armati dalle armi anticarro tedesche, posizionando sui lati delle torrette, le reti metalliche dei letti raccolte nelle case tedesche. Dopo combattimenti estenuanti e sanguinosi, i carri armati dell'11º Corpo corazzato avanzarono insieme ai fucilieri della 5ª Armata d'assalto fino al centro di Berlino, superando l'accanita resistenza delle residue truppe Waffen-SS. Il 1 maggio 1945 finalmente i carri armati del 11º Corpo corazzato del generale Juščuk raggiunsero la porta di Brandeburgo, mentre i fucilieri della 5ª Armata d'assalto occupavano la Cancelleria di Hitler. I caratteristici carri armati dell'11º Corpo corazzato quindi conclusero la guerra proprio al centro della capitale nemica, incontrando in questo punto simbolico di Berlino, i carri pesanti dell'12º Corpo corazzato della Guardia, della 2ª Armata corazzata della Guardia, accanto al quale avevano combattuto nel 1943, all'inizio del loro percorso di guerra.
Il 10 giugno 1945, dopo la fine della guerra, l'11º Corpo corazzato divenne, nel quadro della riorganizzazione generale dell'Armata Rossa, la 11ª Divisione corazzata e inserita nel Gruppo di forze sovietiche in Germania, alle dipendenze inizialmente della 1ª Armata corazzata della Guardia e, dall'agosto 1945, della 3ª Armata d'assalto. All'inizio del 1947 la divisione venne trasferita nella regione di Kaliningrad, nel Distretto militare del Baltico, e infine sciolta nel mese di febbraio 1947.

## Ordine di battaglia
1942: Operazione Blu
- Quartier generale
- 53. Brigata corazzata
  - 434º battaglione carri
  - 435º battaglione corazzato
  - 53º battaglione fucilieri motorizzato
- 59. Brigata corazzata
  - 293º battaglione corazzato
  - 294º battaglione corazzato
  - 59º battaglione fucilieri motorizzato
- 160. Brigata corazzata
  - 352º battaglione corazzato
  - 353º battaglione corazzato
  - 160º battaglione fucilieri motorizzato
- 12. Brigata motorizzata
  - I battaglione fucilieri
  - II battaglione fucilieri
  - III battaglione fucilieri

1943: Operazione Kutuzov
- Quartier generale
- 20. Brigata corazzata
  - 20º battaglione carri
  - 136º battaglione corazzato
  - 20º battaglione fucilieri motorizzato
- 36. Brigata corazzata
  - 173º battaglione corazzato
  - 174º battaglione corazzato
  - 36º battaglione fucilieri motorizzato
- 65. Brigata corazzata
  - 213º battaglione corazzato
  - 214º battaglione corazzato
  - 65º battaglione fucilieri motorizzato
- 12. Brigata motorizzata
  - I battaglione fucilieri
  - II battaglione fucilieri
  - III battaglione fucilieri
- 1507. Reggimento anticarro
- 243. Reggimento mortai
- 1388. Reggimento antiaereo
- 738. Battaglione anticarro
- 115. Battaglione mortai della Guardia
- 93. Battaglione motociclisti
- 53º battaglione motociclisti
- 3º battaglione autoblindo
- 219º reggimento antiaereo

1944-1945: Offensiva Lublino-Brest e Battaglia di Berlino
- Quartier generale
- 20. Brigata corazzata
  - 20º battaglione carri
  - 136º battaglione corazzato
  - 20º battaglione fucilieri motorizzato
- 36. Brigata corazzata
  - 173º battaglione corazzato
  - 174º battaglione corazzato
  - 36º battaglione fucilieri motorizzato
- 65. Brigata corazzata
  - 213º battaglione corazzato
  - 214º battaglione corazzato
  - 65º battaglione fucilieri motorizzato
- 12. Brigata motorizzata
  - I battaglione fucilieri
  - II battaglione fucilieri
  - III battaglione fucilieri
- 50º reggimento carri pesanti della Guardia (IS-II)
- 1493º reggimento cannoni semoventi (SU-100)
- 1461º reggimento cannoni semoventi (SU-76)
- 243. Reggimento mortai
- 1388. Reggimento antiaereo
- 738. Battaglione anticarro
- 115. Battaglione mortai della Guardia (razzi Katjusa)
- 93. Battaglione motociclisti
- 53º battaglione motociclisti
- 3º battaglione autoblindo
- 219º reggimento antiaereo

## Comandanti
- maggior generale Aleksej Popov dal 19.05.1942 al 21.07.1942
- maggior generale Ivan Lazarev dal 22 .07.1942 al 07.06.1943
- maggior generale Nikolaj Radkevič dal 08.06.1943 al 21.10.1943
- maggior generale Dmitrij Gričenko dal 22.10.1943 al 11.01.1944
- maggior generale Filipp Rudkin dal 12.01.1944 al 14.07.1944
- maggior generale Ivan Juščuk dal 15.07.1944 al 09.05.1945